# Traian (Bacău)
Traian is een Roemeense gemeente in het district Bacău.
Traian telt 2952 inwoners.